# MSC Orchestra
Az MSC Orchestra egy üdülőhajó, amelyet 2007-ben építettek az MSC Cruises számára. Ez a Musica osztály második hajója. Akkoriban 2550 utast tudott elhelyezni 1275 kabinban. A legtöbb kabinban később kétemeletes ágyakat szereltek fel, ezért most már 3200 utast képes befogadni. A személyzet létszáma megközelítőleg 990 fő.

## Tervezés
A üdülőhajó hossza 293,8 méter (964 ft) és 32,20 méter (105,6 ft). Az MSC Orchestra merülése 7,88 méter (25,9 ft) és bruttó űrtartalma 92 409. A hajó kapacitása 2550 utas, a személyzet 987 fő.

## Balesetek és események
Nyolc utast, 4 bolgárt és 4 litvánt tartóztattak le 2010 folyamán, miután a becslések szerint 1,4 millió font értékű kokaint találtak a fedélzeten, miközben kikötöttek az Egyesült Királyságban, Doverben. Az utasok közül hét beismerte bűnösségét, a nyolcadikat pedig elítélték a tárgyaláson.
2019. február 22-én ismeretlen navigációs hiba miatt az MSC Orchestra ütközött az MSC Poesiával, amikor elindult Buenos Airesből, Argentínából. Az Orchestra a mólónak is nekiment. Mindkét hajó csak kisebb sérüléseket szenvedett, és később engedélyezték az indulást.

## Fordítás
- Ez a szócikk részben vagy egészben  a   MSC Orchestra című angol Wikipédia-szócikk ezen változatának fordításán alapul.  Az eredeti cikk szerkesztőit annak laptörténete sorolja fel. Ez a jelzés csupán a megfogalmazás eredetét és a szerzői jogokat jelzi, nem szolgál a cikkben szereplő információk forrásmegjelöléseként.